# ФК Ел Насир
ФК Ел Насир (енгл. El Nasir FC) је фудбалски клуб из Јужног Судана, из главног града Џубе. Освојио је национални куп 2012. године, први од проглашења независности, победом над екипом Ел Мерих из Ренка. У сезони 2013. наступаће у КАФ Купу конфедерација.

## Успеси
- 2012: Национални куп

## Такмичења
- 2013: КАФ Куп конфедерација